# Vasilij Kalinnikov

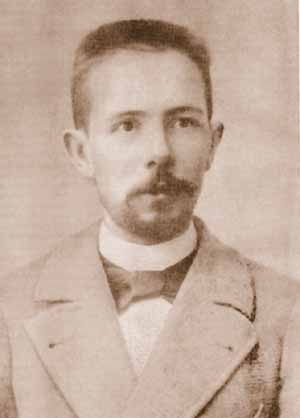
Vasilij Kalinnikov.

Vasilij Sergejevitj Kalinnikov (ryska: Василий Сергеевич Калинников), född 13 januari (enligt n.s; 1 januari enl. g.s.) 1866 i Voiny, Guvernementet Orjol, död 11 januari 1901 (enligt n.s; 29 december 1900 enligt g.s.) i Jalta, var en rysk tonsättare och dirigent.

## Biografi
Kalinnikov var son till en polisman och uppväxten var fattig. Han skrevs 1879 in vid teologiska seminariet i Orjol, där han snart blev utsedd till körledare på grund av sin musikalitet. Han flyttade 1884 till Moskva och började studera vid musikkonservatoriet där, men måste avbryta på grund av sin fattigdom. Han lyckade dock få ett stipendium, som möjliggjorde studier i komposition och fagottspel vid Moskvas filharmoniska musikskola fram till 1892. Han hade samtidigt sidoinkomster som notkopist och vikarie i olika orkestrar.
År 1892 fick Kalinnikov, på rekommendation av Pjotr Tjajkovskij, anställning som dirigent vid en mindre teater i Moskva och året därpå som assisterande dirigent vid Moskvas italienska teater. Han insjuknade emellertid i tuberkulos, mycket på grund av sina fattiga levnadsomständigheter och fick sluta som dirigent. De sista åren tillbringade han på Krim, i ett försök att där få lindring av sjukdomen i det mera gynnsamma klimatet. En pension från Moskvas filharmoniska sällskap gav honom en obetydlig inkomst och ekonomin förbättrades något, då Sergej Rachmaninov hjälpt honom att anlita en musikförläggare för att därigenom få ytterligare en inkomst. 

## Musik
Även om Tjajkovskij och Borodin märks som inspiratörer, har Kalinnikovs verk en klart självständig karaktär. Hans begåvning märks framför allt i melodiken. Hans orkestreringar är alltid färgrika och välklingande. Anmärkningsvärt är även att hans musik har en genomgående positiv grundton och verkar optimistisk, trots att den komponerades av en svårt sjuk människa. Han fick erkännanden under sin levnad, framför allt av betydande musiker som Rachmaninov och Sjaljapin. Efter sin död, föll hans kompositioner efterhand i glömska, men upplevde en renässans i början av 1950-talet, då hans musik på många punkter överensstämde med den socialistiska realismens estetik.

## Verk (urval)
- Orkesterverk
  - Symfoni nr. 1 g-moll (1895)
  - Symfoni nr. 2 A-dur (1897)
  - Svit h-moll (1892)
  - Fuga d-moll (1889)
  - Nymferna, symfonisk bild (1889)
  - Ouvertyr d-moll (1894)
  - Cedrar och palmer, symfonisk bild (1898)
  - 2 intermezzi A-dur (1896) und G-dur (1897)
  - Serenad g-moll för Stråkorkester (1891)
  - Bylina, ouvertyr (c:a 1892)
  - Skådespelsmusik till Tsar Boris (1898)
- Vokalverk
  - År 1812, ofullbordad opera (1899/1900)
  - Körverk
  - Lieder
- Pianomusik
  - smärre stycken